# Uithoorn
Uithoorn – gmina w Holandii, w prowincji Holandia Północna.